# جوردن اوبیتا
جوردن اوبیتا (انگلیسی: Jordan Obita؛ زادهٔ ۸ دسامبر ۱۹۹۳) بازیکن فوتبال اهل بریتانیا است.
از باشگاه‌هایی که در آن بازی کرده است می‌توان به باشگاه فوتبال بارنت، باشگاه فوتبال ردینگ، باشگاه فوتبال اولدهام اتلتیک، باشگاه فوتبال پورتسموث، و باشگاه فوتبال گیلینگام اشاره کرد.
وی همچنین در تیم‌های ملی فوتبال زیر ۱۸ سال انگلستان، زیر ۱۹ سال انگلستان، و زیر ۲۰ سال انگلستان بازی کرده است.